# Kjeld Petersen
Kjeld Petersen (* 1. Juli 1920 in Kopenhagen; † 24. Mai 1962 in Frederiksberg) war ein dänischer Schauspieler.

## Leben und Werk
Kjeld Petersen wuchs als Sohn von John Bernhard Petersen (1896–1981) und Marie Kringelbach (1891–1972) in Kopenhagen auf. Sein Bruder ist der Journalist und Autor Bent Grasten Petersen (1925–2004).
Nach seinem Schulabschluss absolvierte er von 1939 bis 1942 seine Schauspielausbildung an der Eleveskole des Königlichen Theaters Kopenhagen. Sein Bühnendebüt als Theaterschauspieler hatte er im Jahr 1942 am Betty-Nansen-Theater. Er wirkte in zahlreichen Theaterstücken, Varieté-Shows, Kabarett-Programmen und Musicals mit. Petersen stand unter anderem am Folketeatret, Aarhus Teater, Odense Teater, Helsingør Theater, Nørrebro-Theater, Frederiksberg-Theater oder am Dagmarteatret als Darsteller auf der Bühne, dabei oftmals unter der Regie von Stig Lommer.
Petersen stand als Schauspieler von 1945 bis zu seinem Tod in mehr als 40 Film-und-Fernsehproduktionen vor der Kamera. Gemeinsam mit Dirch Passer bildete er in Dänemark ein sehr beliebtes Komikerduo. Beide standen bis zum Jahr 1958 in einer Vielzahl von Sketchen auf der Bühne und in Fernsehshows vor der Kamera. 1960 erhielt er den Bodil als  Bester Hauptdarsteller.
Kjeld Petersen war ab dem 2. Mai 1953 mit dem dänischen Model Ulla Krohn (1926–2019) verheiratet. Die Ehe blieb kinderlos. Petersen starb am 24. Mai 1962 im Alter von nur 41 Jahren im Frederiksberg Hospital an einem Herzinfarkt, den er einen Tag zuvor nach einer Theater-Aufführung erlitten hatte. Seine Grabstätte befindet sich auf dem Holmens-Kirkegard in Kopenhagen.
In der 2011 veröffentlichten Filmbiografie Dirch wurde Petersen von Lars Ranthe gespielt.

## Filmografie (Auswahl)
- 1945: Den usynlige hær
- 1946: Far betaler
- 1947: Lise kommer til byen
- 1948: Tre år efter
- 1949: Kampen mod uretten
- 1955: Die Verblendeten (Blændværk)
- 1958: Krudt og klunker
- 1959: Uns kann keiner (Soldaterkammerater rykker ud)
- 1960: Skibet er ladet med...
- 1961: Den grønne elevator
- 1962: Das tosende Paradies (Det tossede paradis)
- 1962: Sømænd og svigermødre